# Homodigma geera
Homodigma geera är en fjärilsart som beskrevs av George Francis Hampson 1930. Homodigma geera ingår i släktet Homodigma och familjen mott. Inga underarter finns listade i Catalogue of Life.